# Station Palermo Centrale
Station Palermo Centrale is het belangrijkste spoorwegstation van de Italiaanse stad Palermo. Het is gelegen aan het Piazza Giulio Cesare aan de zuidzijde van het stadscentrum.
Het huidige stationsgebouw, dat is gebouwd naar een neorenaissancistisch ontwerp van architect Di Giovanni, werd op 7 juni 1886 geopend. Voor het stationsgebouw staat, op het Piazza Giulio Cesare, een ruiterstandbeeld ter ere van Victor Emanuel II, de eerste koning van Italië.